# Kew (Londen)
Kew is een district en een buitenwijk van Londen. Het ligt in de bestuurlijke gebied Richmond upon Thames, op de zuidelijke oever van de Theems. Kew dankt zijn bekendheid aan de Kew Gardens, de botanische tuin. In Kew liggen de nationale archieven van het Verenigd Koninkrijk, The National Archives.
De parochiekerk, de St. Anne's, werd in de 18e eeuw gebouwd. De kunstenaars Thomas Gainsborough en 
Johann Zoffany, de botanicus en directeur van Kew Gardens Joseph Dalton Hooker, liggen in de kerk begraven.

## (Oud-)inwoners van Kew
- Walter Deverell (1827-1854), kunstenaar
- Arthur Hughes (1832-1915), kunstenaar